# Římskokatolická farnost Veverské Knínice
Římskokatolická farnost Veverské Knínice je územní společenství římských katolíků s farním kostelem svatého Mikuláše v obci Veverské Knínice.

## Historie farnosti
Nejstarší záznamy o faře ve Veverských Knínicích pocházejí z roku 1259, historie obce (a tedy i farnosti) byla spojena s klášterem Porta coeli a později s majiteli hradu Veveří.
Matriky (křestní a oddací) byly psána od roku 1656, úmrtní pak od roku 1682.

## Duchovní správci
Administrátorem excurrendo byl od 1. listopadu 2007 R. D. Ludvík Bradáč, ThD., farář z Ostrovačic, kterého 1. srpna 2025 vystřídal R. D. Mgr. Jiří Plhoň.

## Bohoslužby
| Kostel       | Místo            | Bohoslužba (den) | Hodina      | Poznámka     |
| ------------ | ---------------- | ---------------- | ----------- | ------------ |
| sv. Mikuláše | Veverské Knínice | neděle středa    | 10.30 17.00 | farní kostel |

## Aktivity ve farnosti
Dnem vzájemných modliteb farností za bohoslovce a bohoslovců za farnosti brněnské diecéze je 28. září. Adorační den připadá na 21. říjen.
Ve farnosti se pravidelně pořádá tříkrálová sbírka. V roce 2015 její výtěžek činil ve Veverských Knínicích 29 370 korun.
Od roku 1993 vychází společný zpravodaj farností Ostrovačice, Říčany a Veverské Knínice.